# Тарасенко, Александр Петрович
Александр Петрович Тарасенко (27 мая 1918, Краснополье — 14 декабря 1994, Ялта, АР Крым) — советский и украинский график, член Союза художников Украины.

## Биография
Родился 27 мая 1918 года в селе Краснополье (ныне поселок городского типа в Сумской области). Учился в Ленинградском военно-морском училище имени Михаила Фрунзе.
Участвовал в Великой Отечественной войне. Принимал участие в битве на Курской дуге, форсировании Днепра, Корсунь-Шевченской операции. В 1944 году был контужен под Яссами. Награждён медалью «За боевые заслуги» (27 октября 1943) и орденом Красной Звезды (1 мая 1944), старшина 1 статьи.
В течение 1954—1960 гг. учился в Харьковском художественном институте (преподаватели Василий Мироненко и Григорий Бондаренко). Получив художественное образование работал в Торгово-промышленной палате УССР и книжном издательстве. Жил в Харькове на улице 2-й проектной.
С 1969 по 1994 год работал главным художником Государственных промышленных мастерских в Ялте. Умер в Ялте 14 декабря 1994 года.

## Творчество
Работал в отрасли станковой графики, преимущественно в технике линогравюры. Среди работ:
- «Наши друзья» (1960);
- «Осенняя ночь» (1961);
- «Памятник Тарасу Шевченко в Харькове» (1961);
- «Перед походом» (1965);
- «Матросская ночи» (1965);
- «На лесных тропах» (1968);
- «Первое знакомство» (1970).

Участвовал во всеукраинских выставках с 1960 года (более 40 выставок, из них 20 — персональные). В 2003 году состоялась выставка его произведений к 85-летию со дня рождения — в Харьковской государственной академии дизайна и искусств.
Около 400 гравюр передал в школьные музеи боевой славы, ещё до 400 эстампов хранятся в более двадцати музеях, в частности, в Луганском областном художественном музее.